# Цереалия
Цереалия (на латински: Cerealia, ludi cereales) е религиозен празник (култ) в Древен Рим, който се празнува от 12 април до 19 април в чест на Церера, богинята на плодородието.